# Aglia decaeruleata
Aglia decaeruleata är en fjärilsart som beskrevs av Schultz. 1905. Aglia decaeruleata ingår i släktet Aglia och familjen påfågelsspinnare. Inga underarter finns listade i Catalogue of Life.